# Estadio Hanazono
El Hanazono Rugby Stadium (東大阪市花園ラグビー場?  literalmente, "Higashiosaka City Hanazono Rugby Stadium") se encuentra en Higashiosaka (Osaka) y es el estadio más antiguo de Japón dedicado específicamente al rugby. Se ubica al lado del parque central de Hanazono (花園 中央 公園, literalmente Hanazono chūō kōen). Propiedad de la ciudad de Higashiosaka, se inauguró en 1929 con una capacidad para 26.544 espectadores. Es el escenario del Torneo Nacional de Rugby de Escuelas Secundarias, que se celebra todos los años a fines de diciembre, y ha sido sede de importantes juegos internacionales de la Liga Superior.
Hanazono es el campo del equipo de rugby Kintetsu Liners y del FC Osaka, un club que juega en la J3 League.
El estadio fue seleccionado como una de las sedes de la Copa Mundial de Rugby 2019 (Japón), que fue la primera Copa Mundial de Rugby que se celebró en Asia.

## Récord mundial
El 14 de mayo del 2006, Daisuke Ohata rompió el récord de mayor número de tries conseguidos en los partidos de prueba efectuados en Hanazono, con un hat trick de Japón contra Georgia. El poseedor del récord anterior era David Campese.

## Fútbol
Fue sede del juego de la Liga J1 entre Cerezo Osaka y Nagoya Grampus Eight, que se jugó allí el 8 de mayo de 1999.

## Renovación
El estadio se sometió a una renovación a gran escala durante 2017-18 para aumentar las instalaciones en preparación para la Copa Mundial de Rugby. El 26 de octubre del 2018, Hanazono organizó un encuentro internacional entre el Selección de rugby de Japón y World XV para celebrar la finalización.

## Véase también

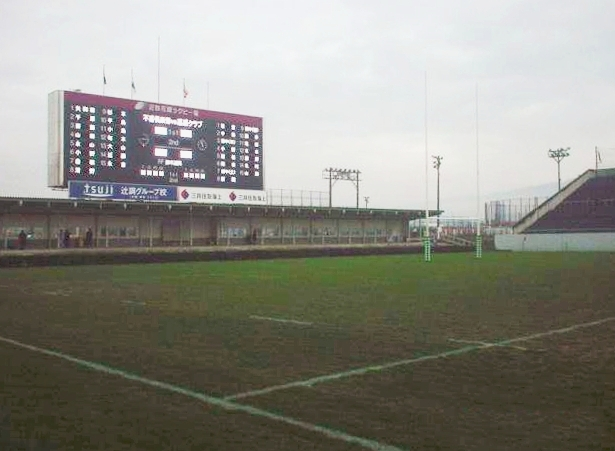
Hanazono antes de la renovación

## Partidos de la Copa Mundial de Rugby 2019
| Fecha                    | Tiempo (JST) | Equipo # 1     | Res.         | Equipo # 2 | Ronda              | Asistencia |
| ------------------------ | ------------ | -------------- | ------------ | ---------- | ------------------ | ---------- |
| 22 de septiembre de 2019 | 14:15        | Italia         | A determinar | Namibia    | Grupo B \|\| N / A |            |
| 28 de septiembre de 2019 | 13:45        | Argentina      | A determinar | Tonga      | Grupo C \|\| N / A |            |
| 3 de octubre de 2019     | 14:15        | Georgia        | A determinar | Fiyi       | Grupo D \|\| N / A |            |
| 13 de octubre de 2019    | 14:45        | Estados Unidos | A determinar | Tonga      | Grupo C \|\| N / A |            |